# TJ Kompresory Prosek
TJ Kompresory Prosek byl český fotbalový klub z Prahy. Klub byl založen roku 1905 pod názvem SK Prosek. Klub dosáhl svého historického vrcholu v sezóně 1982/83, kdy vyhrál krajský přebor a postoupil do Divize. V Divizi klub vydržel až do roku 1991, kdy sestoupil do pražského krajského přeboru. V následující sezóně klub vyhrál Pražský přebor a vrátil se zpět do Divize. Jenže zde vydržel jenom jednu sezónu a sestoupil v krátké době znovu do Pražského přeboru. Po sezóně 1995/96 došlo k fúzi s FC DROPA Střížkov do FC Střížkov Praha 9.
Mezi známé fotbalisty, kteří prošli proseckým klubem patří např.: Pavel Pergl, Martin Pulpit, Roman Pavlík, Radek Šourek nebo Tomáš Rosický.

## Historické názvy
Zdroj: 
- 1905 – SK Prosek (Sportovní klub Prosek)
- 195? – DSO Tatran Prosek (Dobrovolná sportovní organisace Tatran Prosek)
- TJ ČKD Kompresory Praha (Tělovýchovná jednota Českomoravská-Kolben-Daněk Kompresory Praha)
- 199? – TJ Kompresory Prosek (Tělovýchovná jednota Kompresory Prosek)
- 1996 – fúze s FC DROPA Střížkov ⇒ FC Střížkov Praha 9
- 1996 – zánik

## Umístění v jednotlivých sezonách
Zdroj: 
Legenda: Z - zápasy, V - výhry, R - remízy, P - porážky, VG - vstřelené góly, OG - obdržené góly, +/- - rozdíl skóre, B - body, červené podbarvení - sestup, zelené podbarvení - postup, fialové podbarvení - reorganizace, změna skupiny či soutěže
| Československo (1982 – 1993) |                |        |     |     |     |     |     |     |     |     |        |
| Sezóny                       | Liga           | Úroveň | Z   | V   | R   | P   | VG  | OG  | +/- | B   | Pozice |
| 1982/83                      | Pražský přebor | 5      | ... | ... | ... | ... | ... | ... | ... | ... | 1.     |
| 1983/84                      | Divize C       | 4      | 26  | 10  | 10  | 6   | 39  | 27  | +12 | 30  | 4.     |
| 1984/85                      | Divize B       | 4      | 30  | 11  | 4   | 15  | 44  | 49  | −5  | 26  | 14.    |
| 1985/86                      | Divize B       | 4      | 30  | 10  | 9   | 11  | 40  | 40  | 0   | 29  | 9.     |
| 1986/87                      | Divize C       | 4      | 30  | 9   | 8   | 13  | 35  | 40  | −5  | 26  | 14.    |
| 1987/88                      | Divize C       | 4      | 30  | 12  | 6   | 12  | 51  | 44  | +7  | 30  | 6.     |
| 1988/89                      | Divize C       | 4      | 30  | 8   | 10  | 12  | 36  | 36  | 0   | 26  | 11.    |
| 1989/90                      | Divize C       | 4      | 30  | 10  | 7   | 13  | 35  | 40  | −5  | 27  | 11.    |
| 1990/91                      | Divize C       | 4      | 30  | 6   | 11  | 13  | 22  | 36  | −14 | 23  | 16.    |
| 1991/92                      | Pražský přebor | 5      | ... | ... | ... | ... | ... | ... | ... | ... | 1.     |
| 1992/93                      | Divize C       | 4      | 30  | 9   | 7   | 14  | 34  | 45  | −11 | 25  | 14.    |
| Česko (1993 – 1996)          |                |        |     |     |     |     |     |     |     |     |        |
| Sezóny                       | Liga           | Úroveň | Z   | V   | R   | P   | VG  | OG  | +/- | B   | Pozice |
| 1993/94                      | Divize C       | 4      | 30  | 8   | 13  | 9   | 33  | 35  | −2  | 29  | 7.     |
| 1994/95                      | Divize C       | 4      | 30  | 5   | 4   | 21  | 24  | 56  | −32 | 19  | 16.    |
| 1995/96                      | Pražský přebor | 5      | 30  | 11  | 11  | 8   | 44  | 37  | +7  | 44  | 7.     |